# 亀石征一郎
亀石 征一郎（かめいし せいいちろう、1938年11月30日 - 2021年7月11日）は、日本の俳優・作詞家・脚本家・作家。東京都港区出身。芝高等学校卒業。株式会社フェイスプランニング所属。

## 来歴
高校時代は空手道やボクシングに励む。空手道は弐段。劇団文化座を経て、1959年に東映ニューフェイスの第6期に合格。同期には千葉真一・太地喜和子らがいる。東映入社後、1960年に『おれたちの真昼』でデビュー。1962年に東映の専属を離れ、一時期は松竹芸能に所属。1968年より大映の作品に出演。テレビ映画でも1960年代から70年代にかけて主演や準主演をこなしたが、1970年代以降は徐々に悪役中心へと移行。『影の軍団シリーズ』『必殺シリーズ』など多くの時代劇に出演した。

## 人物
千葉真一とは親友で、千葉が主宰するジャパンアクションクラブ (JAC) の重役を務め、千葉が主演の時代劇『影の軍団IV』、『影の軍団 幕末編』では敵役・楯岡道雪に扮して主題歌「曠野」の作詞も担い、JACミュージカル『酔いどれ公爵』の原作を手掛けた。2005年には『フライング・タワー』で作家デビューした。
息子は剣一郎（長男）、将也（次男）、太夏匡（たかまさ・三男）の3人。3人はメンズファッションブランド「パイドパイパー」の主宰であり、「亀石三兄弟」として若者の間でのカリスマ的存在となっている。
『シルバー仮面』『大江戸捜査網』『荒野の素浪人』などを担当した殺陣師の高倉英二は、東映ニューフェイスで鍛えられていたためしっかりした人物であったと述べている。
過去には十二社（西新宿）で「侍」という居酒屋を営んでいた。
2021年5月12日に脳梗塞で倒れ、以降リハビリを続けていたが、同年7月11日5時25分、多発性脳梗塞のため、静岡県内の病院で死去した。82歳だった。晩年は人工透析をしていた。訃報は同月14日に所属事務所公式サイトおよび株式会社リバースプロジェクト（伊勢谷友介と共同代表）で代表取締役をしていた三男の太夏匡によるツイートで公表された。葬儀・告別式は近親者で執り行われた。

## 出演

### 映画
- おれたちの真昼（1960年、東映） - 幸三郎
- 殴りつける十代（1960年、東映） - 向井吉雄
- 続ずべ公天使 七色の花嫁（1960年、東映） - 中西
- 殴り込み艦隊（1960年、東映） - 衛兵隊付少尉
- 不死身の男（1960年、東映） - 森
- 特ダネ三十時間 笑う誘拐魔 曲り角の女（1960年） - 稲尾
- 第三次世界大戦 四十一時間の恐怖（1960年、東映） - 市村憲一
- 街（1961年、東映） - 水野
- 八人目の敵（1961年、東映） - 大石刑事
- 宇宙快速船（1961年、東映） - 山形雄吉
- 特ダネ三十時間 東京租界の女（1961年、東映） - 石川春男
- 俺らは空の暴れん坊（1961年、東映） - 吉田三尉
- 霧と影（1961年、東映） - 井関信吉
- 静かなるならず者（1961年、東映） - 古屋
- 不敵なる脱出（1961年、東映） - 外丸和紀
- 白昼の無頼漢（1961年、東映） - 三木
- べっぴんさんに気をつけろ（1961年、東映） - 愚連隊風の男
- 台風息子 冒険旅行（1961年、東映） - 山本鉄雄
- 台風息子 お化け退治（1961年、東映） - 山本鉄雄
- 東京新撰組（1961年、東映） - 五味
- 東京丸の内（1962年、東映） - 葉山信夫
- 二・二六事件 脱出（1962年、東映） - 鶴間中尉
- 恋と太陽とギャング（1962年、東映） - 嵐山
- 太平洋のGメン（1962年、東映） - 加山
- 南太平洋波高し（1962年、東映） - 松崎
- 松本清張のスリラー 考える葉（1962年、東映） - 藤井
- 佐久間・大空の恋愛学校（1962年、東映） - 三山
- 警察庁物語 謎の赤電話（1962年、東映） - 池田春夫
- ギャング対ギャング（1962年、東映） - 権田
- ギャング忠臣蔵（1963年、東映） - 大高源吾
- 暴力街（1963年、東映） - 鉄
- 浅草の侠客（1963年、東映） - 瓢箪ジョウ
- 海軍（1963年、東映） - 小森
- 特別機動捜査隊（1963年、東映） - 桃井刑事
- 特別機動捜査隊 東京駅に張り込め（1963年、東映） - 桃井刑事
- 陸軍残虐物語（1963年、東映） - 土屋中尉
- 昭和侠客伝（1963年、東映） - 雄三
- わが恐喝の人生（1963年、東映） - 野口
- 刑事（1964年、東映） - 健
- 柔道一代 講道館の鬼（1964年、東映） - 横川
- 銃殺（1964年、東映） - 新木中尉
- 悪女（1964年、東映） - 関口浩
- 赤いダイヤ（1964年、東映） - 小野敬一
- どろ犬（1964年4月18日、東映）阿部刑事
- 飢餓海峡（1965年、東映） - 小川
- 昭和残侠伝（1965年、東映） - カストリの安
- かも（1965年、東映） - 高鍋
- 逃亡（1965年、東映） - 平塚刑事
- 三等兵親分出陣（1966年、東映） - 一ノ瀬見習士官
- 恋のメキシカンロック 恋と夢と冒険（1967年、松竹） - サブラン
- 関東女やくざ（1968年、大映） - 神崎忠一
- 人生劇場 飛車角と吉良常（1968年、東映） - 高見
- 女賭博師みだれ壺（1968年、大映） - 黒木組代貸
- 殺し屋をバラせ（1969年、大映） - 本間
- 関東おんな悪名（1969年、大映） - 千田猛
- 関東おんなド根性（1969年、大映） - 筒井明
- 二代目若親分（1969年、大映） - 岩井大尉
- 眠狂四郎卍斬り（1969年、大映） - 岡部邦宗
- 天狗党（1969年、大映） - 今井光之丞
- 兇状流れドス（1970年、大映） - 岡崎
- あしたのジョー（1970年、日活） - 力石徹
- 土忍記 風の天狗（1970年、日活） - 多羅尾又平
- 暁の挑戦（1971年、松竹） - 野本
- 集団左遷（1994年、東映） - 上岡研一
- 不法滞在（1996年、イメージファクトリー・アイエム）
- 修羅がゆく3 九州やくざ戦争（1996年）
- 北京原人 Who are you?（1997年、東映） - 代議士
- 借王3（1998年、日活） - 民自党 滋賀県議会議員 馬場
- 極道三国志5 山陽道10年戦争（2000年、東映ビデオ） - 曽我啓示
- 獅子の血脈（2001年11月10日、グルーヴコーポレーション） - 仙道組直若 行動隊長 黒崎
- 修羅の群れ（2002年、ミュージアム）- 郷里一家二代目総長 浜田市郎
- 修羅のみちシリーズ（2001年 - 2005年、東映ビデオ） - 関東共住会三代目会長・剣持一家総長 剣持八郎
- 親父（2007年、チェイスフィルム エンターテインメント） - 清太郎
- 新・極道三国志2 伊豆代理戦争勃発 （2003年、東映ビデオ）
- ぼくのおばあちゃん（2008年12月6日、キノシタ・マネージメント） - 神崎社長
- 柳生十兵衛 世直し旅（2015年、映画「柳生十兵衛」製作委員会） - 白河藩 筆頭家老 荒川頼母

### テレビドラマ
- ヘッドライト（1962年、NTV / 東映） - 坂本
- 青年弁護士（1963年、NTV / 東映）
- 鉄道公安36号（1963年、NET / 東映）
- ゼロ戦黒雲隊（1964年、NET / 東映） - 加茂中尉
- 特別機動捜査隊（1964年、1974年 - 1977年、NET / 東映） - 久保田刑事、矢崎主任
- 空手三四郎（1965年、NET / 東映） - 比嘉三四郎
- キャプテンウルトラ （1967年、TBS / 東映） - ハマダ隊員
  - 第22話「怪獣軍団あらわる!!」
  - 第23話「くたばれ怪獣軍団!!」
- 三匹の侍（CX）
  - 第5シリーズ
    - 第3話「ゆすり」（1967年） - 藩主・忠利
    - 第25話「愛憎三猿」（1968年） - 羽鳥新之助

  - 第6シリーズ 第23話「謀殺」（1969年） - 甲田市之進
  - 新三匹の侍 第6話「俺が女にした女」（1970年） - 桧山一平太
- 青空に叫ぼう 第27話「おめでとう!カトレア姫」（1968年、NET / 東映）
- 帰って来た用心棒 第30話「上意討ち」（1969年、NET / 東映） - 木村小次郎
- 花のお江戸のすごい奴 第5話「亡者の剣」（1969年、CX / 東映 / 新国劇） - 吉辺采女
- 用心棒シリーズ 俺は用心棒 第9話「折れた剣」（1969年、NET / 東映） - 谷口要之助
- プレイガール（12ch / 東映）
  - 第19話「若くて凄くて可愛い女」（1969年） - 龍
  - 第41話「早く彼女にタオルをあげて」（1970年） - 石井
  - 第218話「夜歩く死美人」（1973年） - 安岡公男
- 怪奇ロマン劇場 第4話「美しき亡霊」（1969年、NET / 東映）
- 特命捜査室 第3話「真紅のプールサイド」（1969年、フジテレビ / 東映）
- キイハンター 第88話「スパイ忠臣蔵」（1969年、TBS / 東映） - 浅野社長
- 燃えよ剣 第1話「新選組前夜」、第4話「里御坊の女」（1970年、NET / 東映） - 七里研之助
- 天を斬る 第24話「使命は間者」（1970年、NET / 東映） - 寺内勘四郎
- 紅い稲妻（1970年、CX / 新国劇）
- 銭形平次（CX / 東映）
  - 第208話「五里霧」（1970年） - 留吉
  - 第264話「命を売った男」（1971年） - 与之吉
  - 第331話「雷が殺した女」（1972年） - 仙太
  - 第383話「悪の細道」（1973年） - 幸吉
  - 第449話「蜜の罠」（1974年） - 柾吉
  - 第475話「十手を持った狼」（1975年） - 源太郎 ※クレジット表記。劇中では源次郎と呼ばれている。
  - 第612話「娘十手が恋に泣く」（1978年） - 仙次郎
  - 第633話「万七大いに売出す」（1978年） - 孝吉
  - 第653話「お紺の初恋」（1979年） - 萩原清兵ヱ
  - 第692話「母恋道中」（1979年） - 丈八
  - 第711話「二年目の疑惑」（1980年） - 神谷
  - 第844話「黒いお白州」（1983年） - 桜庭隼人
  - 第888話「ああ十手ひとすじ!! 八百八十八番大手柄 さらば我らの平次よ永遠に」（1984年）
- 軍兵衛目安箱（1971年、NET / 東映） - 榊原伝四郎
- シルバー仮面（1971年 - 1972年、TBS / 宣弘社） - 春日光一
- 遠山の金さん捕物帳（NET / 東映）
  - 第82話「江戸中の米を食った男」（1972年） - 稲垣健一郎
  - 第122話「禁じられた恋の女」（1972年） - 山田大二郎
  - 第137話「匂い袋の女」（1973年） - 田島栄之進
- 大河ドラマ（NHK）
  - 新・平家物語（1972年） - 藤原信頼
  - 国盗り物語（1973年） - 斎藤利三
  - 徳川家康（1983年） - 朝比奈備中守
- 荒野の素浪人 第1シリーズ 第27話「死闘 賞金稼ぎの墓場」（1972年、NET / 三船プロ） - 吾妻左内
- おらんだ左近事件帖 第18話「南蛮浪人伝」（1972年、CX / 東宝） - 加瀬勘兵衛
- 飛び出せ! 青春 第20話「この遥かなる道」（1972年、NTV / 東宝） - 宇野
- 紫頭巾事件帖 第17話「岡っ引き殺人事件」（1972年、12ch / 松竹） - 玉木文之進
- 必殺シリーズ（ABC / 松竹）
  - 必殺仕掛人 第4話「殺しの掟」（1972年） - 松永彦七郎
  - 必殺仕置人 第7話「閉じたまなこに深い渕」（1973年） - 政五郎
  - 助け人走る 第6話「上意大悲恋」（1973年） - 矢崎主水
  - 暗闇仕留人 第12話「大物にて候」（1974年） - 関根啓之進
  - 必殺必中仕事屋稼業 第14話「招かれて勝負」（1975年） - 芳造
  - 新・必殺仕置人 第8話「裏切無用」（1977年） - 同心・石部
  - 江戸プロフェッショナル・必殺商売人 第24話「罠にはまって泣く主水」（1978年） - 安五郎
  - 必殺からくり人・富嶽百景殺し旅 第6話「下目黒」（1978年） - 前田伊三郎
  - 必殺仕事人
    - 第8話「仕事人が可愛い女を殺せるか?」（1979年） - 嶋村頼母
    - 第57話「逆さ技 大どんでん崩し」（1980年） - 杉山黒之介

  - 必殺仕舞人 第9話「女泣かせた鹿児島おはら節」（1981年） - 浪花の辰蔵
  - 新・必殺仕事人 第48話「主水倹約する」（1982年） - 教道六揮
  - 必殺シリーズ10周年記念スペシャル 仕事人大集合（1982年） - 篠原
  - 必殺仕事人IV
    - 第8話「せんとりつ 子供をもらう!?」（1983年） - 小田切勝信
    - 第26話「主水 外で子供をつくる」（1984年） - 北町与力・内藤

  - 必殺まっしぐら! 第9話「相手は名古屋の暗殺剣」（1986年） - 柳生連舟
  - 必殺仕事人V・風雲竜虎編 第13話「剣豪の妻、悲願の御前試合」（1987年） - 猿宮軍兵衛
  - 必殺スペシャル・秋! 仕事人vsオール江戸警察（1990年） - 花井宗勝
- 眠狂四郎 第17話「岡っ引どぶが来た」（1973年、KTV / 東映）
- 旅人異三郎 第25話「渡し船に恋がめばえた」（1973年、テレビ東京） - 俵又十郎
- 子連れ狼（NTV / ユニオン映画）
  - 第1部 第2話「乞胸お雪」（1973年） ※欠番作品
  - 第2部 第5話「寒到来」（1974年） - 一色刑部
- 荒野の用心棒 第19話「女囚は残酷に沼に沈んで…」（1973年、NET / 三船プロ） - 川野達之進
- 素浪人天下太平（1973年、NET / 東映）
  - 第11話「鈴が鳴ります母恋い唄」 - 海田源太郎
  - 第19話「黒い風吹く城下町」 - 笹部伊織
- 江戸を斬る（TBS / C.A.L）
  - 江戸を斬る 梓右近隠密帳 第18話「大奥に挑む」（1974年） - 桜井要之助
  - 江戸を斬るII 第10話「恐怖の罠」（1975年） - 因果小僧・六之助
  - 江戸を斬るIII（1977年）
    - 第1話「江戸を斬る」 - 紋三
    - 第17話「罠に掛つた死神」 - 武藤

  - 江戸を斬るIV 第8話「辻斬りは北辰一刀流」（1979年） - 木村一作
  - 江戸を斬るV
    - 第13話「酔っていた目撃者」（1980年） - 堀部源四郎
    - 第26話「花火に散った老中暗殺」（1980年） - 室状玄信

  - 江戸を斬るVII 第28話「過去を秘めた女」（1987年） - 横井左近
  - 江戸を斬るVIII（1994年）
    - 第1話「江戸を斬る（前編）」、第2話「遠山桜が悪を斬る（後編）」 - 由井典膳
    - 第21話「遠山狙う能面の女」 - 梅津剛太夫
- 大江戸捜査網（12ch→TX / 日活→三船プロ→ヴァンフィル）
  - 第120話「獅子舞の逆襲」（1974年） - 越谷銀次郎
  - 第217話「邪魔者を殺せ!」（1975年） - 榊
  - 第257話「殺しを呼ぶ賽の目」（1976年） - 日暮の仙太郎
  - 第282話「男涙の離縁状」（1977年） - 彦坂半四郎
  - 第318話「おんな拳法 仇討ち絵巻」（1977年） - 岡田
  - 第421話「人質救出 甦る父娘の絆」（1979年） - 北原数馬
  - 第475話「花吹雪炎に舞う一番纒」（1981年） - 卯之吉
  - 第502話「幻を慕う女」（1981年） - 宇之吉
  - 第631話「私を離縁して! 逃亡者の妻」（1984年） - 巳之吉
  - 新 大江戸捜査網 第3話「からくり極悪絵図」（1984年） - 卯之助
  - 大江戸捜査網（1990年度版）第1話「隠密同心参上!」- 川辺
- 唖侍鬼一法眼 第15話「消えた賞金稼ぎ」（1974年、NTV / 勝プロ） - 夜叉
- いただき勘兵衛 旅を行く 第16話「無法は通さぬ道だとさ」（1974年、NET / 東映） - 伊島の半五郎
- 狼・無頼控 第17話「くノ一故郷に死す」（1974年、MBS / 映像京都）
- 水滸伝（1974年、NTV / 国際放映） - 曹索
  - 第21話「巨星・荒野に墜つ」
  - 第22話「壮絶! 救出大作戦」
- 水戸黄門（TBS / C.A.L）
  - 第5部 第3話「命をかけた友情 -塩山-」（1974年4月15日） - 堀平八郎
  - 第8部 第25話「初春博多囃子 -博多-」（1978年1月2日） - 真木源三郎
  - 第10部 第4話「仇討ち箱根馬子唄 -箱根-」（1979年9月3日） - 岩永主膳
  - 第11部 第13話「陰謀あばいた俵牛 -陸前高田-」（1980年11月10日） - 小林伝九郎
  - 第12部
    - 第4話「兄と呼ばれた格之進 -諏訪-」(1981年9月21日) - 吉岡伊十郎
    - 第9話「闇に閃く白頭巾 -膳所-」(1981年10月26日) - 檜垣弥十郎

  - 第13部
    - 第8話「悲願を秘めた蜆売り -吉田-」（1982年12月6日） - 山崎蔵人
    - 第18話「網にかかった悪い雑魚 -石州浜田-」（1983年2月14日） - 大倉甚十郎

  - 第14部 第35話「陰謀暴いた鳴門の渦潮 -淡路島-」（1984年6月25日） - 錣典膳
  - 第17部 第23話「黄門様の占い縁結び -姫路-」（1988年2月1日） - 柴田伝内
  - 第18部 第19話「幸せ運んだ子守唄 -島原-」（1989年1月23日） - 青島主膳
  - 第19部 第15話「陰謀暴く天狗面 -新発田-」（1990年1月8日） - 桑島兵部
  - 第20部
    - 第13話「ドジな男の恩返し -高知-」(1991年2月4日) - 岩月庄太夫
    - 第27話「銘酒守った身代わり花嫁 -広島-」(1991年5月13日) - 寺崎武太夫

  - 第21部
    - 第5話「恩讐越えた恋人形 -三次-」(1992年5月4日) - 村越主膳
    - 第15話「拾った赤子は若君様 -大洲-」(1992年7月13日) - 星川主膳

  - 第22部
    - 第12話「密命帯びた娘巡礼 -徳島-」 (1993年8月2日) - 鬼頭剛右衛門
    - 第25話「夢の中で若旦那 -鳥取-」 (1993年11月1日) - 大出左門

  - 第23部
    - 第8話「狙われた娘馬子 -善光寺-」（1994年9月19日） - 柏木武兵衛
    - 第30話「世直し剣が悪を斬る -今治-」（1995年3月6日） - 県一刀

  - かげろう忍法帖（1995年5月22日‐9月4日、全16話）
    - 第4話「怨霊! 鎧武者」(1995年6月12日) - 覚全
    - 第15話「西洋衣装で仇討ち」(1995年8月28日) - 疋田伝内

  - 第24部 第1話～第4話、第6話～第8話、第11話、第13話、第14話（1995年 - 1996年） - 呉屋の羅刹
  - 第25部
    - 第5話「陰謀砕く葛の糸 -掛川-」 (1997年1月20日) - 弓岡喜十郎
    - 第30話「哀しい疵を抱く女 -本荘-」(1997年7月21日) - 谷屋亥太夫

  - 第26部 第13話「夢を叶えた娘の悲願 -人吉-」（1998年5月11日） - 戸崎典膳
  - 第27部 第7話「父を奪った銀の山 -尾花沢-」（1999年5月3日） - 猪塚内膳
  - 第28部 第5話「母子涙の大井川 -島田-」（2000年4月10日） - 黒川軍兵衛
  - 第29部 第11話「木綿畑に正義の矢-出雲･松江-」(2001年6月11日) - 黒沼勘兵衛
  - 第30部 第4話「殿を殴った指南役-松島-」   (2002年1月28日) - 矢島精兵衛
  - 第31部 第4話「お娟にぞっこん！親父と息子-掛川-」(2002年11月4日) - 松尾大膳
  - 第32部 第1話「百万石への旅立ち -江戸-」（2003年7月28日） - 大橋典膳
  - 第33部 第5話「美少女は天才将棋士 -亀山-」（2004年5月17日） - 田原勘太夫
  - 第34部 第12話「風の鬼若 怒りの秘剣 -松前-」（2005年4月11日） - 奥野相模
  - 第35部
    - 第7話「悪代官と十人の盗賊 -八女-」（2005年11月21日） - むささびの利兵衛
    - 第18話「脱藩者は老公に瓜二つ -佐伯-」（2006年2月20日） - 倉谷将監

  - 第36部 第5話「美人女医は暴れん坊 -富山-」（2006年8月21日） - 時村将監
  - 第37部 第10話「死ぬな! 風の鬼若!! -能代-」（2007年6月11日） - 笠原典膳
  - 第40部 第12話「藩主の嫁も楽じゃない -鶴岡-」（2009年10月26日） - 安藤民部
  - 第41部 第1話「恋と嵐の江戸の春（前編） -江戸-」、第2話「恋と嵐の江戸の春（後編） -江戸-」（2010年） - 中条典膳
  - 第43部 第12話「忠義に揺らぐ親子の絆 -亀山-」（2011年10月10日） - 市川宗兵衛
- おんな浮世絵 紅之介参る! 第11話「女掏模ふたり」（1974年、NTV / ユニオン映画） - 久野伝八郎
- ご存じ金さん捕物帳 第9話「胡弓が呼ぶ必殺拳」（1974年、NET / 東映） - 李小白
- お耳役秘帳 第24話「どうせこの世は怨み花」（1976年、KTV / 歌舞伎座テレビ） - 清次
- 新・二人の事件簿 暁に駆ける! 第15話「ツアー連続殺人事件」（1976年、ABC / 大映テレビ）
- 少年ドラマシリーズ / 快傑黒頭巾（1976年、NHK）
- コードナンバー108 7人のリブ 第13話「友情（こころ）よ、永遠に!」（1976年、KTV / 宣弘社） - 唐沢
- 新選組始末記（1977年、TBS） - 古高俊太郎
- 遠山の金さん 第1シリーズ 第68話「いかさま稼業」（1977年、ANB / 東映）- 田之口請之助
- 赤帽かあちゃん（1977年、NTV） - 松木信二
- 大都会 PARTII 第25話「恐怖の診断」（1977年、NTV / 石原プロ） - 佐野五郎
- 大岡越前 (TBS / C.A.L)
  - 第5部 第16話「通りゃんせ」（1978年5月22日） - 宗七
  - 第6部 第32話「越前への挑戦状」（1982年10月11日） - 倉橋与太夫
  - 第7部 第1話（1983年4月18日） - 市木重次郎
  - 第8部 第16話「抜け荷暴いた娘掏摸」（1984年11月5日） - 宇津木直利
  - 第11部 第5話「娘目明し一番手柄」（1990年5月21日） - 野洲の仙五郎
  - 第12部 第3話「悪に溺れた凄腕同心」（1991年10月28日） - 田島源蔵
  - 第13部
    - 第1話、第2話「世継ぎを狙う卍の謎」（1992年） - 大槻伝蔵
    - 第22話「赤に怯える女」（1993年4月12日） - 水原剛右衛門

  - 第14部 第3話「将軍様は金魚迷惑」（1996年7月1日） - 本多主膳
- 特捜最前線 第37話「犯罪都市・25時の慕情!」（1977年、ANB / 東映） - 黒沢
- 桃太郎侍（NTV / 東映）
  - 第22話「あに、おとうとめぐり会う日に」（1977年） - 本多達十郎
  - 第34話「儚い恋の花いちもんめ」（1977年） - 大久保佐渡守
  - 第103話「呑んべえ芸者騒動記」（1978年） - 惣助
  - 第153話「父の敵は桃太郎」（1979年） - 佐吉
  - 第190話「はぐれ女のいのち花」（1980年） - 綱木采女正
  - 第223話「娘剣法一番勝負」（1981年） - 中西慶次郎
  - 第237話「べらんめえ箱入り娘」（1981年） - 朽木采女正
- 破れ奉行 第4話「熱風!黄金地獄館」（1977年、ANB / 中村プロ） - 川辺久四郎
- 暴れん坊将軍（ANB / 東映）
  - 吉宗評判記 暴れん坊将軍
    - 第19話「纏持の詩」（1978年） - 大村伝三郎
    - 第57話「百鬼・一刀両断!」（1979年） - 半田伊三郎
    - 第77話「紀州から来た花嫁」（1979年） - 万年屋平吉
    - 第108話「将軍に命令する男」（1980年） - 久世播磨守
    - 第151話「山吹色の佐渡おけさ」 （1981年） - 津田将監
    - 第190話「日本一の雨男」（1981年） - 水城主水正

  - 暴れん坊将軍II
    - 第57話「突っ張り娘の手毬唄」（1984年） - 松崎
    - 第77話「こんな悪事が俺にも出来た!?」（1984年） - 安藤勘解由
    - 第138話「お城を拾ったどら娘!」（1986年） - 島田縫殿助
    - 第183話「爆破! 人質は八百八町」（1987年） - 岩下彦斉

  - 暴れん坊将軍III
    - 第23話「愛を棄てた女」（1988年） - 那須源一郎
    - 第56話「草笛に秘めた過去」（1989年） - 五味豊後守
    - 第83話「危うし将軍の座!吉宗、試練の目安箱」（1989年、SP） - 萩原上野守
    - 第97話「将軍琉球へ渡る 天下分け目の決闘」（1990年、500回記念SP） - 二階堂
    - 第114話「愛しのわらべよ、荒海が泣く!」（1990年） - 朝比奈弾正

  - 暴れん坊将軍IV
    - 第4話「裏切り者に涙あり!」（1991年） - 伊佐山左内
    - 第36話「対決! 兇賊七変化」（1991年） - 矢車長十郎
    - 第50話「血涙! 愛しき忠義」（1992年） - 長井蔵人
    - 第67話「三年目の新妻化粧!」（1992年） - 跡部主計頭

  - 暴れん坊将軍V
    - 第9話「ろくでなし長屋殺人事件」（1993年） - 久住大膳大夫
    - 第22話「無法街の花姉妹」（1993年） - 九鬼兵庫助
    - 第40話「お泣き地蔵の恋」（1994年） - 秋元平八郎

  - 暴れん坊将軍VI
    - 第6話「江戸城危うし 吉宗の寝所」（1994年） - 戸田山城守
    - 第46話「美女を泣かせる鬼十手」（1995年） - 大曽根監物
    - 第50話「天下を正す無頼漢」（1996年） - 北村大膳

  - 暴れん坊将軍VII 第12話「仇討ち心中、盗まれた砂金」（1996年） - 磯部隼人正
  - 暴れん坊将軍VIII 第6話「犯された義母の仕掛けた罠」（1997年） - 神尾大善
  - 暴れん坊将軍IX（1999年）
    - 第12話「吉宗危機一髪! 美しき婚約者の献身」 - 郡司源一郎
    - 第37話「悪妻教育指南! ニセ将軍になった吉宗」 - 本多伊勢守

  - 暴れん坊将軍XI 第19話「天下無敵の悪党退治!」（2001年） - 毛利民部
  - 暴れん坊将軍XII 第2話「南紀白浜の謀略!吉宗の娘を生んだ女!?」（2002年） - 宮部大膳
- 南十字星 コルネリアお雪異聞 わたしの山田長政（1978年、ABC）
- 破れ新九郎 第9話「新九郎 西伊豆へ走る!（前編）」、第10話「新九郎 西伊豆へ走る!（後編）」（1978年、ANB / 中村プロ） - 江川英龍
- 日本名作怪談劇場「怪談 佐賀の怪猫」（1979年、12ch / 歌舞伎座テレビ） - 磯早豊前
- 江戸の激斗 第12話「通り雨」（1979年、CX / 東宝） - 奥村多一郎
- 長七郎天下ご免!（ANB / 東映）
  - 第2話「誘拐!おさよ危機一髪」（1979年） - 永井伊賀守
  - 第29話「紫頭巾の女」（1980年） - 佐平
  - 第45話「誰がための花かんざし」（1980年） - 松吉
  - 第78話「姉弟のいのち!仙十郎受難」（1981年） - 平野屋
  - 第94話「源平がたり 親子を結んだ的扇」（1981年） - 西尾内膳正
- 江戸の牙 第20話「悲愁 錦絵の女たち」（1979年、ANB / 三船プロ） - 坂田源三郎
- 鬼平犯科帳'80 第1シリーズ 第26話「女掏摸お富」（1980年、ABC / 中村プロ） - 岸根の七五三造
- 雪姫隠密道中記（1980年、MBS / S.H.P）
  - 第2話「妖怪!!鬼面の女・佐賀」 - 宗方弥十郎
  - 第15話「焼蛤剣法の助太刀・桑名」 - 堀留十造
- 新・江戸の旋風 第15話「夫婦団子」（1980年、CX / 東宝） - 阿久津権之介
- 影の軍団シリーズ （KTV / 東映）
  - 服部半蔵 影の軍団 第18話「瞳の中の殺人者」（1980年） - 脇田左近
  - 影の軍団II  第21話「妖拳！蛇皮線の女」（1982年）- 大城月海
  - 影の軍団IV （1985年） - 楯岡道雪
  - 影の軍団 幕末編 （1985年） - 楯岡道雪
- 斬り捨て御免!（12ch - TX / 歌舞伎座テレビ）
  - 第1シリーズ 第5話「命を賭けた母子星」（1980年） - 志村久弥
  - 第2シリーズ 第8話「花吹雪獄門剣」（1981年） - 永井又蔵
  - 第3シリーズ 第4話 - 第8話（1982年） - 林伝八郎
- 裸の大将放浪記 第2話「欲張りの人も沢山いるので」（1980年、KTV / 東阪企画） - 記者
- それからの武蔵（1981年、12ch / 中村プロ）
- ザ・ハングマンシリーズ（ABC / 松竹芸能）
  - ザ・ハングマン 第33話「団地妻を喰らうゴキブリ達」（1981年） - 岩崎信也（サントラベル社長）
  - ザ・ハングマンII 第10話「引き裂かれた水着 スキャンダル殺人」（1982年） - 芦沢次郎（元ワールドプロ チーフマネージャー）
  - 新ハングマン 第12話「サラ金苦につけこむ吸血肩代わり屋」（1983年） - 坂部哲三（サカベ貿易社長）
  - ザ・ハングマン4 第1話「船上トバクでまる裸にされる!」（1984年） - 磯崎（矢代興業組長）
- 西部警察シリーズ（ANB / 石原プロ）
  - 西部警察 PART-II
    - 第1話「大門軍団・激闘再び」（1982年） - 橘
    - 第32話「狙われたシンデレラ」（1983年） - 佐伯良一（弁護士）

  - 西部警察 PART-III（1984年、ANB / 石原プロ）
    - 2時間スペシャル「燃える勇者たち」 - 日高
    - 第63話「愛と哀しみの銃弾」 - 木村泰治
- 時代劇スペシャル / 日本犯科帳・隠密奉行 久留米編（1982年、CX / 中村プロ） - 正木助右衛門
- 源九郎旅日記 葵の暴れん坊 第24話「地獄砦の用心棒」（1982年、ANB / 東映） - 新田紋太夫
- 遠山の金さん 第1シリーズ（ANB / 東映）※高橋英樹版
  - 第29話「驀走する裸馬の女!」（1982年）- 宝川武高
  - 第72話「闇祭り、狙われた花嫁行列!」（1983年）- 大和屋政右衛門
  - 第115話「女侠一代! 鬼子母神おはな」（1984年）- 近藤晋十郎
- 松平右近事件帳（NTV / ユニオン映画）
  - 第2話「花の吉原花魁殺し」（1982年）- 秋坂竜之進
  - 第19話「生きていた夫」（1982年）- 花森
  - 第35話「とどけ・涙の叫び」（1982年）- 大槻玄馬
- 新・松平右近
  - 第9話「涙に消えた母の影」（1983年）- 土田多三郎
  - 第20話「怪談すすり泣く古井戸」（1983年）- 田村貞次郎
- 眠狂四郎円月殺法 第18話「夕陽の群盗多殺剣 土山の巻」（1983年、TX / 歌舞伎座テレビ） - 鹿蔵
- 眠狂四郎無頼控 第21話「悲怨! 赤いしごきは地獄花」（1983年、TX / 歌舞伎座テレビ）
- 柳生十兵衛あばれ旅（1983年、ANB / 東映）
  - 第17話「引裂かれた母と娘」 - 泰造
  - 第24話「古城の謎を見た女」
- 時代劇スペシャル 清水次郎長「筑波おろし・義侠の仇討」（1983年、CX）- 鰐淵伝内
- 長七郎江戸日記（NTV / ユニオン映画）
  - 第1シリーズ
    - 第17話「はぐれ千鳥」（1984年） - 黒沢半太夫
    - 第28話「月夜の闇退治」（1984年） - 黒木備前守
    - 第50話「お礼参り」（1985年） - 村瀬新兵衛
    - 第96話「十手かたぎ」（1986年） - 長尾修理

  - 第2シリーズ（1988年）
    - スペシャル「千姫有情、母ありき」 - 影日向
    - スペシャル「ふたり長七郎 京の舞」 - 深堀出雲

  - 第3シリーズ
    - 第7話「死神をぶっ飛ばせ!」（1990年） - 高見沢玄蕃
    - 第28話「泪橋を越えたら‥‥」（1991年） - 蒔田兵庫助
- 特命刑事ザ・コップ 第7話「甘いベッドに死ばれ!」（1985年、ABC / テレキャスト）
- 若大将天下ご免! （1987年、ANB / 東映）
  - 第9話「天までとどけ母子鷹!」 - 梶木有斉
  - 第40話「旅立ちに風はやさしく」 - 鳥居甲斐守
- 銭形平次 スペシャル「初姿 投げ銭一番手柄」（1987年、NTV / ユニオン映画）
- 三匹が斬る! シリーズ（ANB / 東映）
  - 三匹が斬る! 第15話「信玄の、亡霊見たかおしゃれ鳥」（1988年）- 柿崎市之進
  - 続・三匹が斬る! 第15話「箱根路は、湯煙り立って鬼退治」（1989年） - 原田右京
  - 続続・三匹が斬る! 第13話「尼寺騒動、今日も怒りの桜島」（1990年） - 高島外記
  - また又・三匹が斬る! 第16話「偽三匹、どんでん返しの離れ業」（1991年） - 大和屋徳左衛門
  - 新・三匹が斬る! 第2話「妖怪の、美女に惚れたら命がけ」（1992年） - 笹岡将監
  - ニュー・三匹が斬る! 第16話「秘境で会った七百年前の亡霊」（1993年）
- ご存知!旗本退屈男 「長崎・死の密書!京都二条城、謎の能舞台」（1988年、ANB / 東映）
- 大岡政談 魔像（1989年、CX）
- ゴリラ・警視庁捜査第8班 第1話「ポリス・アドベンチャー」（1989年、ANB / 石原プロ）
- 月影兵庫あばれ旅 第1シリーズ 第6話「三分の税と戦え!!」（1989年、TX / 松竹） - 内藤右門
- 名奉行 遠山の金さん（ANB / 東映）
  - 第1シリーズ 第15話「般若心経殺人事件」（1988年） - 大島多門
  - 第2シリーズ 第24話「さらば金さん、打ち首獄門!?」（1989年） - 城所門之助
  - 第3シリーズ
    - 第5話「罠に落ちた女の涙」（1990年） - 鳥山勘解由
    - 第18話SP「美女の陰謀!関八州あばれ旅」（1990年） - 飯岡助五郎

  - 第4シリーズ 第7話「狙われた生き証人」（1992年） - 安藤帯刀
  - 第5シリーズ 第17話「花の吉原 二つの顔をもつ女」（1993年） - 玉屋宗兵衛
  - 第6シリーズ 第10話「老盗賊が捨てた娘」（1994年） - 清左衛門
  - 第7シリーズ 第14話「振袖の罠!女形が賭けた夢舞台」（1996年） - 山川佐太夫
  - 遠山の金さんVS女ねずみ 第8話「謎! 謎!! 白い肌の幽霊殺し」（1997年） - 岩瀬新三郎
  - 金さんVS女ねずみ 第2話「将軍は見た!遠山桜」（1998年） - 沼田伊勢守
- 鬼平犯科帳（CX / 松竹）
  - 第1シリーズ 第19話「むかしの男」（1989年） - 勘造
  - 第7シリーズ 第8話「泣き味噌屋」（1997年） - 秋元左近
- 八百八町夢日記（NTV / ユニオン映画）
  - 第1シリーズ SP「一千両の大勝負」（1989年） - 田所能登守
  - 第2シリーズ
    - 第3話「情け深川えんま橋」（1991年） - 五味源造
    - SP「国盗り夢物語」（1992年） - 仙石左京
- あばれ八州御用旅（TX / ユニオン映画）
  - 第1シリーズ 第9話「街道の風も泣いてた 女郎うた」（1990年） - 黒木市之助
  - 第2シリーズ 第15話「炎の地獄に見た人情」（1991年） - 佐々木大膳
  - 第3シリーズ 第4話「風が泣いた宿場の女」（1992年） - 梶川左門
  - 第4シリーズ 第1話「男涙の大利根無情! 抜荷街道の謎を追え!」（1994年） - 横澤外記
- 将軍家光忍び旅（1990-1991年、ANB / 東映）
  - シリーズ1 第15話「旅人泣かせの船宿退治」 - 南条河内守
  - シリーズ2 第9話「鳥居峠 葵の印籠を持った女」 - 保科弾正
- 寛永風雲録（1991年、NTV / ユニオン映画） - 鄭志明
- 月曜ドラマスペシャル（TBS）
  - 忠治旅日記 悪代官をたたっ斬り 無宿渡世の旅に出た 激烈! 青年国定忠治（1992年2月24日） - 鬼沢半蔵
  - 一色京太郎事件ノート 第1作「祇園花見小路殺人事件」（1995年2月13日） - 田島桂之介
  - 弁護士芸者のお座敷事件簿 第1作「連続殺人の黒幕は? 小夏が暴くゼネコン疑惑の舞台裏」（1997年7月28日）
  - 十津川警部シリーズ 第16作「寝台急行銀河殺人事件 A寝台の客が次々と殺されていく!!」（1999年1月9日） - 小山内雄三
- 銭形平次（CX / 東映）
  - 第1シリーズ 第1話「九尾の狐」（1991年）
  - 第2シリーズ 第1話「黒衣の笛」（1992年）
  - 第3シリーズ 第17話「赤い櫛」（1993年） - 銀蔵
- 新選組 池田屋の血闘（1992年10月2日、TBS）
- 風林火山（1992年、NTV / ユニオン映画） - 東雲半次郎
- 半七捕物帳 第6話「花吹雪! 女親分」（1992年、NTV / ユニオン映画） - 宝生左門
- 独眼竜の野望 伊達政宗（1993年、ANB）
- 闇を斬る!大江戸犯科帳 第7話「危うし北町奉行!」（1993年、NTV / ユニオン映画） - 浅見壱岐守
- 殿さま風来坊隠れ旅 第4話「日本一の殿様宣言」（1994年、ANB / 東映） - 板倉将監
- 火曜サスペンス劇場 / 京都塩津殺人街道（1994年12月6日、NTV / 松竹） - 下山
- 素浪人 花山大吉（1995年、ANB / 東映）
- 土曜ワイド劇場 / 新宿ラブストーリー事件簿 第2作「白い粉連続殺人!疑惑の美人女医と刑事の危険な関係」（1996年、ABC / 東通企画）
- 将軍の隠密!影十八 第18話「みちづれ・脱走犯の妻恋い唄」（1996年、テレビ朝日、東映） - 脇坂豊後守
- 快刀!夢一座七変化 第14話「危機一髪! 吉原の遊女を救え」（1997年、ANB / 東映）
- ギフト 最終話（1997年、フジテレビ） - 三田垣辰臣
- 隠密奉行朝比奈 第1話「桜島に消えた割符」（1998年、CX / 東映） - 奈良原隼人
- 痛快!三匹のご隠居 第4話「一升飯を食う女 腹が減っては仇討ちできぬ」（1999年、ANB / 東映） - 有馬頼母
- 旗本退屈男 第8話「黄金伝説の謎」（2001年、フジテレビ版、東映）- 阿部市之丞
- 八丁堀の七人 第2シリーズ 第9話「爆発炎上! さらば愛しき妻よ!!最後の大捕物」（2001年、ANB / 東映） - 本庄与力

### ドラマ
- 木曜ゴールデンドラマ / 愛と殺意が裁かれるとき（1984年、YTV / 東映）
- 月曜ドラマランド / 仮面の忍者 赤影（1985年、CX / テレパック）
- ポーラテレビ小説 / 朝の夢（1986年、TBS）
- 100億の男（1995年、KTV / 共同テレビ）
- 連続テレビ小説 / ひまわり （1996年、NHK） - 関口泰明 役
  - 第17話
  - 第18話
  - 第40話
- 超光戦士シャンゼリオン 第8話「娘よ、男は選べ!」（1996年、TX / 東映） - 南俊介 役
- 刑事追う!（1996年、TX）
  - 第4話「陰画」
  - 第23話「秘密」
- ギフト（1997年、CX）
- 金曜エンタテイメント / 女弁護士水島由里子の危険な事件ファイル 第1作（1997年、CX） - 須藤康夫
- こいまち 第5回「新潟十日町編・すべては嘘から…主婦・麻子の男」（1999年、KTV）
- 海軍少将 高木惣吉〜すみやかに戦争の終結をはかるべし〜（2001年11月3日、TKU）
- 相棒 Season5 第7話「剣聖」（2006年、EX / 東映） - 関正人
- 逃亡者 おりん 第9話「激闘!御三家の陰謀」（2006年12月22日、TX） - 桧垣将監
- 不毛地帯 第2話「黒い頭脳戦」（2009年10月22日、CX） - 大川一郎（総務会長）

### Vシネマ
- 殺し屋PAZUZU（2000年）
- 必殺! バトルロード 妖剣女刺客 1・2（2005年、東映ビデオ）

### 吹き替え
- 炎の人ゴッホ（テオ・ヴァン・ゴッホ〈ジェームズ・ドナルド〉）※月曜ロードショー版

### 舞台
- あしたのジョー（1971年、東横ホール） - 力石徹
- 酔いどれ公爵（1985年、新宿コマ劇場） - ルイ16世 ※作・作詞・作詞兼務。

### CM
- 日産自動車・ブルーバード（510型）（1970年 - 1971年）

## 作詞
- 曠野（1985年、作曲・歌 ： 千葉真一 / 編曲 ： 青木望）
- 影（1985年、歌：千葉真一 / 作曲・編曲 ： 青木望）

## 著書
- シャバを生き抜く「悪行力」-世の「偽り」を見破る悪の掟 （2009年、経済界） ISBN 978-4766784534

小説
- フライング・タワー （2005年、アーティストハウスパブリッシャーズ） ISBN 978-4902088595
- 白神の老殺し屋（2016年6月22日、明窓出版） ISBN 978-4896343632